# Fenazină
Fenazina este un compus heterociclic derivat de la pirazină, cu formula chimică (C6H4)2N2. Este nucleul de bază al multor coloranți, precum: roșu neutru, induline și safranine. Este un compus cristalin, galben, care se dizolvă în acid sulfuric cu formarea unei soluții roșii.

## Obținere
Metoda clasică de sinteză a fenazinei este reacția Wohl-Aue, care se face cu nitrobenzen și anilină:
Alte metode includ:
- piroliza sărurilor de bariu ale azobenzoatului
- oxidarea anilinei cu oxid de plumb
- oxidarea dihidrofenazinei, obținută prin încălzirea pirocatechinei cu o-fenilendiamină.
- oxidarea orto-aminodifenilaminei cu peroxid de plumb.